# Cương thi tiên sinh 3
Cương thi tiên sinh 3, còn được gọi là Linh huyễn tiên sinh, là một bộ phim kinh dị hài năm 1987 của Hồng Kông do Lưu Quán Vĩ đạo diễn và Hồng Kim Bảo sản xuất. Bộ phim là phần thứ ba trong loạt năm bộ phim Cương thi tiên sinh của đạo diễn Lưu Quán Vĩ. Tiêu đề tiếng Trung của bộ phim dịch theo nghĩa đen của Linh huyễn tiên sinh.

## Nội dung
Minh thúc là một đạo sĩ bất tài, ông có nuôi hai hồn ma nhỏ tuổi là Đại Bảo và Tiểu Bảo và thường dùng chúng để đi lừa bịp kiếm tiền sống qua ngày. Một đêm nọ, Minh thúc nhận lời trừ ma cho một gia đình giàu có nhưng không may bị cả gia tộc ma tấn công. Ông mang hai người bạn đồng hành ma quái đến một ngôi làng gần đó. Ngôi làng đang sắp bị tấn công bởi một băng cướp có sức mạnh siêu nhiên. Minh thúc bị hiểu nhầm là đồng bọn của băng cướp và suýt bị Cường chém. May mắn là đạo sĩ Cửu thúc đã ngăn cản và nhận ra Minh thúc là người cùng nghề với mình.
Băng cướp tấn công ngôi làng dưới sự cầm đầu của một nữ phù thủy có tà thuật. Thân thể chúng được làm phép nên đao kiếm đâm chém không được. Cửu thúc bày cho mọi người cách bôi máu vào lưỡi đao, nhờ vậy mà tiêu diệt gần hết băng cướp. Nữ phù thủy cố gắng cứu sống hai tên cướp cuối cùng, nhưng Cửu thúc dùng nước tiểu đồng nam (đàn ông chưa từng quan hệ) của chính mình tạt vào chúng. Nữ phù thủy đành tẩu thoát một mình.
Hai đồ đệ của Cửu thúc là Cường và Tề thích thú khi biết nước tiểu của sư phụ có thể dùng làm phép, hai người đánh tráo bồn cầu bằng ống trúc để hứng nước tiểu của ông. Hôm đó là sinh nhật Cửu thúc, Cường chỉ có đồng xu làm quà. Anh ta cướp quà của một thanh niên, nhưng không ngờ món quà đó lại là trò chơi khăm. Cường trút giận lên Minh thúc. Hai anh em Đại Bảo bèn trả thù, khiến Cường làm trò xấu mặt chỗ đông người. Cửu thúc xuất hiện và nhốt hai hồn ma vào hũ rượu. Minh thúc đành giả vờ không quen nhị Bảo. Sau đó Minh thúc lén đột nhập vào nhà Cửu thúc nhưng bị Cửu thúc phát hiện. Cửu thúc trả nhị Bảo lại cho Minh thúc nhưng khuyên ông ta là càng ở cạnh hồn ma ông ta sẽ càng gặp xui xẻo. Minh thúc thấy có lý nên đuổi nhị Bảo đi, nhưng hai anh em không đồng ý.
Cường nghe Cửu thúc tiết lộ mới biết được bôi tro khắp người có thể khiến ma không nhìn thấy mình. Anh ta làm theo và bắt nhốt Đại Bảo vào hũ rượu lần nữa. Nữ phù thủy đột ngột xuất hiện và bắt Đại Bảo đi. Nữ phù thủy làm phép khiến Đại Bảo nhìn người mặc áo đạo sĩ thành quái vật chim và tấn công người đó. Trong lúc đó, tại đình làng, Cửu thúc láu cá nhường Minh thúc mặc áo đạo sĩ khiến ông ta bị Đại Bảo đuổi đánh khắp nơi. Cửu thúc liền giúp Đại Bảo thức tỉnh.
Nữ phù thủy nhân lúc hỗn loạn đột nhập vào phòng giam để giải thoát hai tên cướp đã bị bắt giữ trước đó, nhưng hai tên cướp lại chính là Cường và Tề cải trang… Sau một trận chiến, hai tên cướp thật bị treo cổ và chết do Minh thúc đặt bẫy. Nữ phù thủy bị Kim tiền kiếm (thanh kiếm làm bằng đồng xu) đâm trúng và rơi xuống giếng.
Trong lúc hỏa táng xác hai tên cướp, hai dân làng đã bị hồn hai tên cướp nhập vào. Chúng xuất hiện tại bữa tiệc ở nhà Cửu thúc gây ra một trận hỗn loạn. Cửu thúc và Minh thúc đẩy hồn hai tên cướp ra rồi tạm thời nhốt chúng vào hũ rượu. Cửu thúc để Minh thúc ở nhà tiêu diệt hai quỷ hồn bằng cách chiên chúng trong vạc dầu, còn Cửu thúc dẫn hai đồ đệ đến chỗ xác Nữ phù thủy. Trước khi đi Cường đưa tro bếp cho Minh thúc, nhưng anh lén cài cửa để ông không chạy ra được.
Vạc dầu chưa nóng, nhưng hồn một tên cướp đã sắp phá được hũ rượu. Minh thúc đánh liều thả hũ rượu vào vạc dầu, không ngờ hồn tên cướp biến thành một con quỷ dở sống dở chín. Không thể chạy ra ngoài vì Cường đã cài cửa, Minh thúc đành khỏa thân rồi bôi tro khắp người. Cuối cùng, ông lừa được con quỷ nhảy vào vạc dầu, tiêu diệt nó.
Cùng lúc đó, tại giếng nước, Nữ phù thủy sống lại biến thành một ác quỷ giết chết Tề rồi bay đến nhà Cửu thúc. Nữ ác quỷ lợi dụng Đại Bảo mở cánh cửa có dán bùa phép và bắt Tiểu Bảo làm con tin ép Minh thúc giao nộp hũ rượu chứa hồn tên cướp còn lại. Đại Bảo kịp thời tấn công Nữ ác quỷ giải cứu Tiểu Bảo, Minh thúc liền ném hũ rượu vào vạc dầu, tiêu diệt luôn hồn tên cướp còn lại. Cửu thúc và Cường cũng quay về cùng chiến đấu với Nữ ác quỷ. Nữ ác quỷ sau đó nhập vào người Minh thúc. Cửu thúc đành để nhị Bảo lao vào đẩy hồn Nữ ác quỷ ra, nhờ vậy mà ông có thể tiêu diệt ả mãi mãi.

## Diễn viên
- Lâm Chánh Anh trong vai Cửu thúc, đạo sĩ Mao Sơn Tông
- Ngô Diệu Hán trong vai Minh thúc, đạo sĩ Mao Sơn Tông bất tài
- Lâu Nam Quang trong vai Cường, đồ đệ của Cửu thúc (đây là lần thứ ba anh xuất hiện trong loạt phim, sau vai Cảnh sát trưởng Uy trong phần 1 và Kê trong phần 2)
- Ban Nhuận Sinh trong vai Tề, đồ đệ của Cửu thúc, bị Nữ phù thủy giết
- Lữ Phương trong vai Đại Bảo, một trong hai người bạn đồng hành của Minh thúc
- Hà Kiện Uy trong vai Tiểu Bảo, một trong hai người bạn đồng hành của Minh thúc (lần thứ hai xuất hiện trong loạt phim, cậu đóng vai Cương thi nhỏ trong phần 2)
- Vương Ngọc Hoàn trong vai Nữ phù thủy (lần thứ hai xuất hiện trong loạt phim, cô đóng vai Cương thi mẹ trong phần 2)
- Trương Vinh Tường trong vai Đầu đại bàng, một trong những tên cướp (lần thứ ba xuất hiện trong loạt phim, anh đóng vai quần chúng trong phần 1 và Cương thi bố trong phần 2)
- Chu Đẩu trong vai Lợn hoang, một trong những tên cướp
- Ca Li trong vai Dân làng (lần thứ ba xuất hiện trong loạt phim, anh đóng vai Người gác đêm trong phần 1 và Sashimi trong phần 2)

### Ngôi sao khách mời
- Hồng Kim Bảo trong vai Hồng, một trong những vị khách dự sinh nhật Cửu thúc
- Ngọ Mã trong vai Khách dự sinh nhật Cửu thúc
- Nguyên Khuê trong vai Khách dự sinh nhật Cửu thúc
- Diệp Vinh Tổ trong vai Khách dự sinh nhật Cửu thúc

## Doanh thu
Cương thi tiên sinh 3 đã công chiếu từ 17 tháng 12 năm 1987 đến 6 tháng 1 năm 1988 và thu về 19.460.536 đôla Hồng Kông tại phòng vé.

## Truyền thông gia đình
| Ngày phát hành </br> | Quốc gia </br> | Phân loại </br> | Nhà xuất bản </br>                | Định dạng </br> | Ngôn ngữ   | Phụ đề    | Ghi chú </br> | Tham khảo |
| -------------------- | -------------- | --------------- | --------------------------------- | --------------- | ---------- | --------- | ------------- | --------- |
| không xác định       | Hoa Kỳ         | không xác định  | Kết hợp âm thanh và video Rainbow | NTSC            | Quảng Đông | Tiếng Anh |               | [ 3 ]     |
| 1999                 | Pháp           | không xác định  | Video HK                          | NTSC            | Quảng Đông | Tiếng Anh |               | [ 4 ]     |

### Laserdisc
| Ngày phát hành </br> | Quốc gia </br> | Phân loại </br> | Nhà xuất bản </br> | Danh mục số </br> | Định dạng </br> | Ngôn ngữ   | Phụ đề     | Ghi chú </br>                                              | Tham khảo   |
| -------------------- | -------------- | --------------- | ------------------ | ----------------- | --------------- | ---------- | ---------- | ---------------------------------------------------------- | ----------- |
| không xác định       | Nhật Bản       | Không có        | Pony Canyon LD     |                   | CLV / NTSC      | Quảng Đông | tiếng Nhật | Âm thanh đơn âm                                            | [ 5 ]       |
| 1988                 | Nhật Bản       | Không có        |                    |                   | CLV / NTSC      | Quảng Đông | tiếng Nhật | Âm thanh đơn âm                                            | [ 6 ]       |
| 1989                 | Hồng Kông      | Không có        | không xác định     | M0030C88          | CLV / NTSC      | Quảng Đông | không ai   | Tỷ lệ: 1,66: 1 (Màn hình rộng), Kênh âm thanh: Mono, 2 mặt | [ 7 ] [ 8 ] |

### VCD
| Ngày phát hành </br>     | Quốc gia </br> | Phân loại </br> | Nhà xuất bản </br>     | Định dạng </br> | Ngôn ngữ                          | Phụ đề                                   | Ghi chú </br> | Tham khảo |
| ------------------------ | -------------- | --------------- | ---------------------- | --------------- | --------------------------------- | ---------------------------------------- | ------------- | --------- |
| không xác định           | Hồng Kông      | Không có        | Megastar (HK)          | NTSC            | Quảng Đông                        | Tiếng Anh, tiếng trung quốc truyền thống | 2VCD          | [ 9 ]     |
| Ngày 5 tháng 12 năm 2003 | Hồng Kông      | Không có        | Bán hàng niềm vui (HK) | NTSC            | Tiếng Quảng Đông, tiếng phổ thông | Tiếng Anh, tiếng trung quốc truyền thống | 2VCD          | [ 10 ]    |

### Đĩa DVD
| Ngày phát hành </br>      | Quốc gia </br> | Phân loại </br> | Nhà xuất bản </br>                | Định dạng </br> | Khu vực </br> | Ngôn ngữ </br>                    | Âm thanh </br>             | Phụ đề </br>                                                   | Ghi chú </br>                    | Tham khảo |
| ------------------------- | -------------- | --------------- | --------------------------------- | --------------- | ------------- | --------------------------------- | -------------------------- | -------------------------------------------------------------- | -------------------------------- | --------- |
| không xác định            | Nhật Bản       | Không có        | Hình ảnh phổ quát Nhật Bản        | NTSC            | 2             | Quảng Đông, Nhật Bản              | Mono kỹ thuật số Dolby     | tiếng Nhật                                                     | Bộ kỹ thuật số được làm chủ lại  | [ 11 ]    |
| Ngày 31 tháng 12 năm 2002 | Hồng Kông      | Không có        | Deltamac (HK)                     | NTSC            | TẤT CẢ        | Tiếng Quảng Đông, tiếng phổ thông | không xác định             | Tiếng Anh, tiếng Trung Quốc truyền thống, tiếng Trung giản thể |                                  | [ 12 ]    |
| 19 tháng 2 năm 2004       | Pháp           | Không có        | Video HK                          | PAL             | 2             | Quảng Đông                        | công nghệ số hóa của Dolby | người Pháp                                                     | Bộ hộp                           | [ 13 ]    |
| Ngày 4 tháng 7 năm 2006   | Đài Loan       | Không có        | Xúc tác logic                     | NTSC            | 3             | Tiếng Quảng Đông, tiếng phổ thông | Kỹ thuật số Dolby 2.0      | Tiếng Anh, tiếng Trung Quốc truyền thống, tiếng Trung giản thể |                                  | [ 14 ]    |
| Ngày 11 tháng 10 năm 2007 | Nhật Bản       | Không có        | Giải trí phổ biến Geneon          | NTSC            | 2             | Quảng Đông                        | không xác định             | tiếng Nhật                                                     | Phiên bản Remastered kỹ thuật số | [ 15 ]    |
| Ngày 19 tháng 11 năm 2007 | Hồng Kông      | Không có        | Bán hàng niềm vui (HK)            | NTSC            | TẤT CẢ        | Tiếng Quảng Đông, tiếng phổ thông | Kỹ thuật số Dolby 2.0      | Tiếng Anh, tiếng Trung Quốc truyền thống, tiếng Trung giản thể |                                  | [ 16 ]    |
| 21 tháng 12 năm 2012      | Nhật Bản       | Không có        | Trang chủ </br> Giải trí Nhật Bản | NTSC            | 2             | Quảng Đông, Nhật Bản              | công nghệ số hóa của Dolby | tiếng Nhật                                                     | Làm chủ kỹ thuật số              | [ 17 ]    |

| Ngày phát hành </br> | Quốc gia </br> | Phân loại </br> | Nhà xuất bản </br>                   | Định dạng </br> | Khu vực </br> | Ngôn ngữ </br>       | Âm thanh </br> | Phụ đề </br> | Ghi chú </br>       | Tham khảo |
| -------------------- | -------------- | --------------- | ------------------------------------ | --------------- | ------------- | -------------------- | -------------- | ------------ | ------------------- | --------- |
| 21 tháng 12 năm 2012 | Nhật Bản       | Không có        | Giải trí gia đình Paramount Nhật Bản | NTSC            | Một           | Quảng Đông, Nhật Bản |                | tiếng Nhật   | Làm chủ kỹ thuật số | [ 18 ]    |